# Italbus

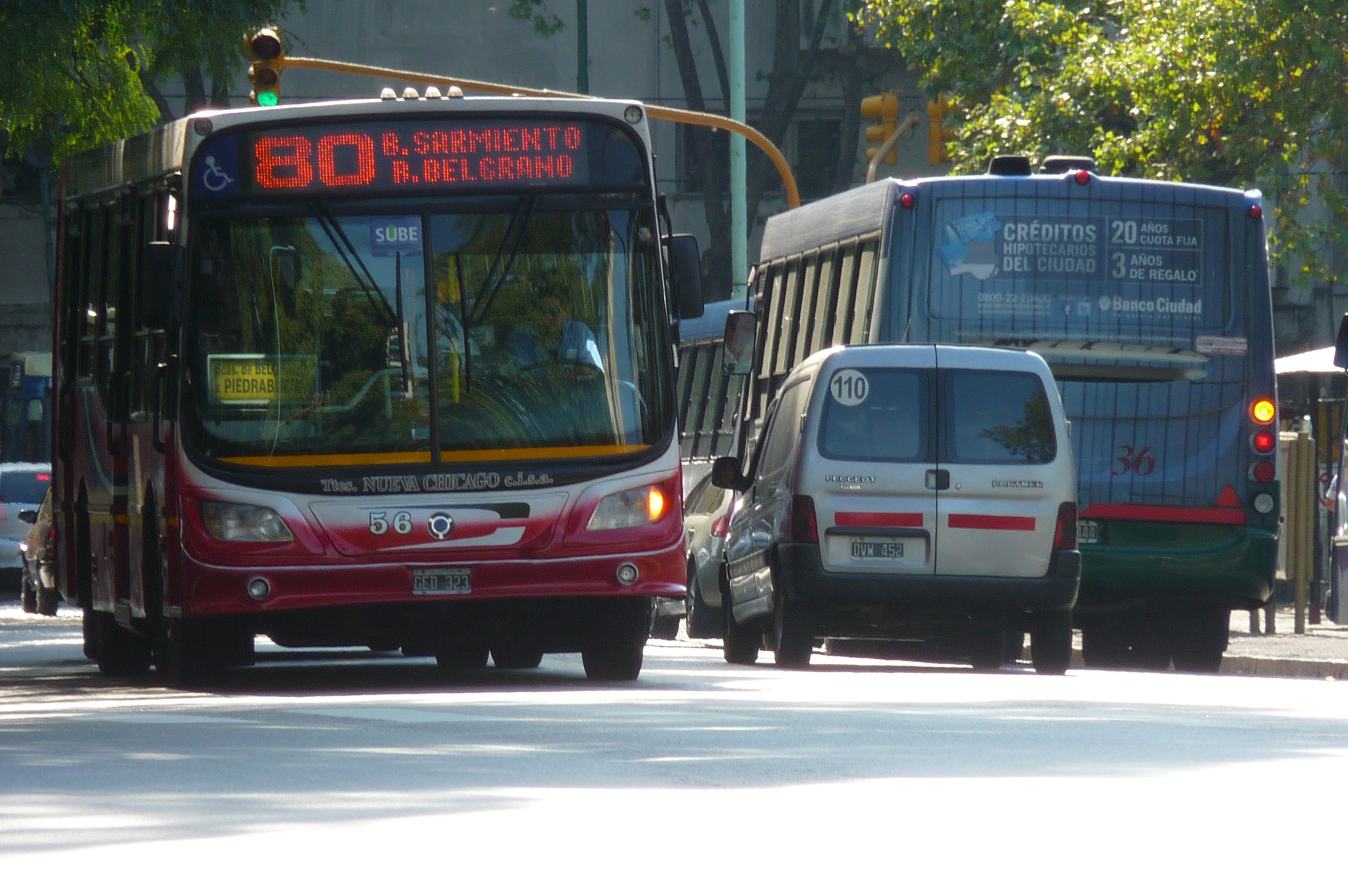
Italbus Tropea

Italbus es una compañía que se dedica a la fabricación de carrocerías para ómnibus urbanos e interurbanos.
Es una de las carrocerías de Colectivo más utilizadas en Buenos Aires.
La Planta industrial está ubicada Gral. Gorriti 650 Avellaneda, Pcia. de Bs. As.

## Historia
Inició sus actividades en 2004 siendo la sucesora directa de las carrocerías Ottaviano Hnos SA, de la cual heredó su planta de Avellaneda ubicada en Crisologo Larralde 3535. 
El primer modelo fue el Venecia, carrozado sobre el chasis de Mercedes-Benz OH 1115 L - SB.
En 2006 se presenta al Tropea, de diseño similar al Venecia pero carrozado sobre el chasis O 500 U y OH1315L-SB ambos de Mercedes-Benz, y sobre el MT12.0LE de la empresa brasilera Agrale. Ese mismo año también sale el Bello, modelo usado en chasis de motor delantero, como los OF 1417 y 1418 de Mercedes Benz y el MA15.0 de Agrale y el Firenze el cual era carrozable sobre el OF1722 de Mercedes Benz y el 17-210 de Volkswagen
En 2008 presentó un prototipo sobre el chasis D12 de la empresa TATSA, el cual nunca se produjo en serie, dicho prototipo salió a circular en 2011 en la línea 114 y más tarde en la 141.
En 2010 se presenta la segunda generación del modelo Tropea, dos años después se modificó la parrilla delantera, el modelo Bello siguió sin cambios hasta 2015. 
Entre 2011 y 2012 se comenzó a producir en serie el XBC 1518 de MB.
En 2013 se fabrica una unidad sobre el chasis OF1730 el cual fue importado de Brasil.
En 2015 se presenta la tercera generación del modelo Tropea y la segunda del modelo Bello, ambos con cambios en el frente y en la culata.
En 2017 salen unas pocas unidades sobre chasis D12 para la línea 15, estos del modelo Tropea de tercera generación, y para la 129, estas del modelo de Media Distancia. En ese mismo año salieron las primeras unidades del modelo Novara para la empresa Don Casimiro.
Un año más tarde empieza la fabricación del Eurobus, un minibús el cual puede ser carrozable sobre el chasis 70C17 de Iveco

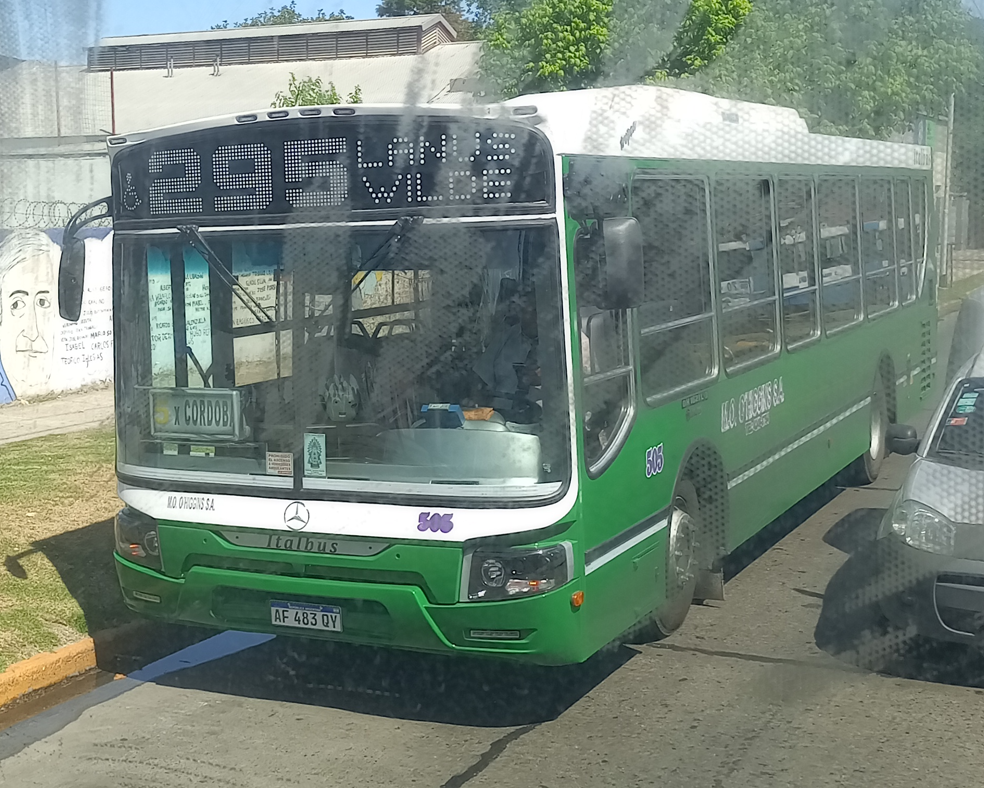
Italbus Tropea 4 carrozado sobre el chasis 1621 de Mercedes Benz

En 2019 salen las primeras unidades de la nueva generación del Tropea, el cual está basado en el Tropea de Media Distancia, y entre 2020 y 2021 cesa la fabricación del modelo anterior.
Entre 2019 y 2021 el Bello tuvo pequeños cambios, como el parachoques en 2019 o la parrilla en 2021.
En 2022 se conoció un Bello, al parecer de tercera generación, pero articulado siendo el primer articulado motor delantero de la carrocería.

## Productos
- Tropea
  - Urbano Midi (carrozable sobre MB OH1621Lsb)
  - Urbano Super (Carrozable sobre MB OH1721Lsb y O500U-1826)
- Novara
  - Urbano Articulado (Carrozable sobre MB O500UA-2838)
- MD Tropea
  - Carrozable sobre MB OH1721 y O500U-1826.
- Bello
  - Urbano Midi (Carrozable sobre MB OF1621)
  - Urbano Super (Carrozable sobre MB OF1721, OF1724 e Iveco 170S28)
- Eurobus
  - Minibus urbano (Carrozable sobre Iveco 70C17)

## Modelos descontinuados

### Fabricados en Argentina
- Venecia (2005-2006)
  - Mercedes Benz OH 1115 L-SB
  - Mercedes Benz OH 1315 L-SB
  - Agrale MT 12 LE
- Tropea (2005-2010)
  - Mercedes Benz O 500 U
  - Mercedes Benz O 500 U-XL (2 unidades)
  - Mercedes Benz OH 1315 L-SB
  - Mercedes Benz OH 1618 L-SB
  - Agrale MT 12 LE
  - TATSA D 12 (1 unidad)
- Firenze (2005-2006)
  - Mercedes-Benz OF 1722
  - Volksbus 17.210 OD
- Bello (2005-2014)
  - Mercedes Benz OF 1417
  - Mercedes Benz OF 1418
  - Mercedes Benz OF 1722
  - Mercedes Benz OH 1518 PA (1 unidad)
  - Volksbus 15.190 E-OD
  - Agrale MA 15
- Tropea II (2010-2015)
  - Mercedes Benz OH 1618 L-SB
  - Mercedes Benz OH 1718 L-SB
  - Mercedes Benz OH 1518 PA
  - Mercedes Benz O 500 M
  - Mercedes Benz O 500 U
  - Agrale MT 12 LE
- Bello II (2013)
  - Mercedes-Benz OF 1730 (5 unidades)
- Tropea III (2015-2021)
  - Mercedes Benz OH 1618 L-SB
  - Mercedes Benz OH 1718 L-SB
  - Mercedes Benz OH 1621 L-SB
  - Mercedes Benz OH 1721 L-SB
  - Mercedes Benz O 500 U (1 unidad)
  - TATSA D 12 (6 unidades)
- Bello III (2015-actual)
  - Mercedes Benz OF 1418
  - Mercedes Benz OF 1519
  - Mercedes Benz OF 1621
  - Mercedes Benz OF 1722
  - Mercedes Benz OF 1721
  - Mercedes Benz OF 1724
- Tropea MD (2016-actual)
  - Mercedes Benz O 500 U
  - Mercedes Benz OH 1721 L
  - TATSA Medis D 12 (3 unidades)
- Bello MD (2017-actual)
  - Mercedes Benz OF 1721
  - Mercedes Benz OF 1724
  - Iveco 170 S28
- Novara (2017-2019)
  - Mercedes Benz O 500 UA
- Tropea IV (2019-actual)
  - Mercedes Benz O 500 U
  - Mercedes Benz OH 1621 L-SB
  - Mercedes Benz OH 1721 L-SB
  - Materfer BU 1115 LE (3 unidades)
- Bello IV (2021-actual)
  - Iveco 170 S28
  - Mercedes Benz BA 2524 MD